# Vicente Fox
Vicente Fox Quesada (* 2. července 1942 Ciudad de México) je mexický ekonom a politik, který byl v letech 2000 až 2006 62. prezident Mexika.

## Biografie
Narodil se jako druhý z devíti dětí. Jeho rodiči byli José Luis Fox Pont (1912–1995), farmář irského původu, a Mercedes Quesada Echaide (1919–2006), emigrantka baskického původu.
Byl zvolen v prezidentských volbách v roce 2000. Jeho funkční období skončilo 1. prosince 2006. Jeho následovníkem v úřadě se stal Felipe Calderón.

## Vyznamenání
- velkokříž Řádu Vitolda Velikého – Litva, 14. ledna 2002[5]
- rytíř Řádu Serafínů – Švédsko, 22. října 2002[6]
- velkokříž s řetězem Řádu Isabely Katolické – Španělsko, 8. listopadu 2002[7]
- velkohvězda Čestného odznaku Za zásluhy o Rakouskou republiku – Rakousko, 2005[8]
- čestný rytíř velkokříže Řádu svatého Michala a svatého Jiří